# Cercepiccola
Cercepiccola (Cèrcë in molisano) è un comune italiano di 661 abitanti della provincia di Campobasso in Molise.

## Storia
Si ipotizza che in epoca sannito-romana una “città dell'incontro” si estendesse sulle colline Padulatta, Filoseta, Veticaro, Piscine di Fabio, Padulo la Corte, Validea, Citerna e Vicende dell'Incontro.
Tale ipotesi pare sia suffragata dal rinvenimento di alcuni reperti archeologici nei siti citati. La città, nata sul lato opposto del fiume Tammaro rispetto ad Altilia, pare fosse denominata Cornificia per via dei Sanniti Pentri, che apponevano corna sull'elmo e fregiavano di corni d'oro e d'argento i loro soldati.
Con maggiore probabilità è da ritenersi che la città si chiamasse Celsa (o alta, elevata, sublime) dall'idea della montagna Universale che la sovrastava.
Nel 295 a.C. la celebre città di Sepino veniva espugnata dal console Lucio Papiro Cursore. Nello stesso periodo il generale di cavalleria, Fabio Rulliano, conquistò l'antica città di Celsa, alleata di Sepino. Fu probabilmente lo stesso Fabio che lasciò il nome alla contrada ancor oggi denominata "Piscine di Fabio" e "Citerna di Fabio". Ad ogni modo è certo che nel 295 a.C., la città cadde nelle mani dei romani.
Vuole la tradizione che, durante la seconda guerra punica, gli abitanti dell'antica città, chiamati dai romani, si fossero recati a guerrigliare nelle Puglie e che i nemici, ne avessero approfittato per devastare l'intera regione. L'esercito sannitico-romano, comandato da Numerio Decimo, ebbe uno scontro con l'esercito di Annibale vicino alla città che in seguito a questo fatto venne denominata "città dell'incontro".
I superstiti si rifugiarono in parte sulla montagna più elevata, ove fondarono l'attuale paese di Cercemaggiore, ed in parte su una collina rocciosa più vicina (oggi Coste di S. Angelo) fondando l'attuale Cercepiccola.
Della disfatta della città che diede origine ai due paesi, chiamati verso l'XI secolo Quaercus Maior e Quaercus Minor, si hanno solo congetture.
Nel periodo angioino compare il nome "Cerula Piccola". Nel corso degli anni si è passati dalla dicitura "Cerza Piccola" a "Cercia Piccola", sino alla denominazione attuale.
Durante il medioevo, Cercepiccola fu un feudo che passò, per vendite e successioni, a varie famiglie nobili fino ad arrivare ai Carafa che nel 1571 fecero costruire l'attuale Palazzo Ducale a pianta quadrangolare.
Adiacente ad esso sorge la chiesa parrocchiale intitolata al SS.mo Salvatore ricostruita nel 1950 unitamente alla torre campanaria risalente al Duecento.

### Simboli
Lo stemma e il gonfalone sono stati concessi con decreto del presidente della Repubblica del 18 luglio 1974.
Nello stemma è rappresentato un albero di quercia.
Il gonfalone è un drappo di verde.

## Monumenti e luoghi d'interesse
- Palazzo ducale dei Carafa
- Chiesa di San Salvatore

## Società

### Evoluzione demografica
Abitanti censiti

### Tradizioni e folclore
La manifestazione simbolo di Cercepiccola, è la rappresentazione dei "Mesi" nel periodo di Carnevale. 32 personaggi, vestiti con costumi caratteristici, sfilano per le vie cittadine al canto di filastrocche e battute varie. Si tratta di una rappresentazione in cui le sorti degli uomini si intrecciano indissolubilmente alle vicissitudini dei "Mesi", trasposizioni terrene di entità superiori. Oltre ai dialoghi si evidenziano gli abiti ed i monili d'oro che adornano i personaggi.
La rappresentazione de “I Mesi” viene introdotta a Cercepiccola alla fine del XIX secolo. I versi e le canzoni sono stati tramandati oralmente di generazione in generazione. Le rappresentazioni non hanno avuto mai cadenza regolare, e le fonti permettono un'esatta datazione solo a partire dal 1918. La manifestazione, che si svolge generalmente l'ultima domenica di carnevale, è una forma di drammatizzazione popolare, a cui partecipano in costume, in groppa ad asini e cavalli riccamente addobbati con coperte e pennacchi colorati, circa 32 personaggi, tutti rigorosamente di sesso maschile: 2 pulcinella, 2 cenciunari (straccioni), un presentatore, un direttore d'orchestra, un numero variabile di orchestrali (cavalcano asini), che solitamente raggiunge un massimo di 8; un nonno (il secolo), un padre (l'anno), 12 mesi e 4 stagioni. I costumi, per la maggior parte antichi, variano notevolmente tra i vari personaggi, ognuno dei quali rappresenta la vita ciclica della natura vista dal contadino. Il corpetto indossato solo da alcuni mesi è tutto addobbato d'oro e il suo peso varia da uno a due chilogrammi. La manifestazione inizia la mattina, con il raduno dei personaggi e la sfilata nel centro storico, per proseguire fino al pomeriggio con un numero variabile di repliche. Durante la rappresentazione, i cercepiccolesi offrono bevande e frittelle sia agli attori che agli spettatori e la sera si festeggia con canti popolari e balli.
Con il patrocinio dell'amministrazione comunale, le Edizioni Enne hanno pubblicato, nel 1988, nella collana Guide, il volumetto Carnevale a Cercepiccola, a cura di Simonetta Tassinari.

## Amministrazione
Di seguito è presentata una tabella relativa alle amministrazioni che si sono succedute in questo comune.
| Periodo           | Periodo           | Primo cittadino      | Partito                             | Carica      | Note  |
| ----------------- | ----------------- | -------------------- | ----------------------------------- | ----------- | ----- |
| 11 giugno 1985    | 17 luglio 1990    | Franco Valletta      | Democrazia Cristiana                | Sindaco     | [ 7 ] |
| 17 luglio 1990    | 10 gennaio 1991   | Nicolino Bonanni     |                                     | Comm. pref. | [ 7 ] |
| 10 gennaio 1991   | 20 novembre 1995  | Franco Valletta      | Democrazia Cristiana                | Sindaco     | [ 7 ] |
| 20 novembre 1995  | 17 aprile 2000    | Vincenzo Reale       | lista civica                        | Sindaco     | [ 7 ] |
| 17 aprile 2000    | 5 aprile 2005     | Vincenzo Reale       | lista civica                        | Sindaco     | [ 7 ] |
| 5 aprile 2005     | 30 marzo 2010     | Michele Simiele      | lista civica                        | Sindaco     | [ 7 ] |
| 30 marzo 2010     | 1º giugno 2015    | Michele Simiele      | lista civica                        | Sindaco     | [ 7 ] |
| 31 maggio 2015    | 20 settembre 2020 | Michele Nardacchione | lista civica Giovani cercepiccolesi | Sindaco     | [ 7 ] |
| 20 settembre 2020 | in carica         | Michele Nardacchione | lista civica Giovani cercepiccolesi | Sindaco     | [ 7 ] |